# Lägerbål
Ett lägerbål är en aktivitet som huvudsakligen bedrivs inom scoutrörelsen. Ett lägerbål består huvudsakligen av allsång, kring en lägereld. Lägerbålet leds av minst en lägerbålsledare, ofta utrustad med gitarr. Resten av gruppen sjunger med och kan aktiveras även på andra sätt (se innehåll). Sångböcker kan användas, men vanligast är att man lär sig sångerna från mun till mun.

## Förekomst
Ett vanligt lägerbål hålls utomhus, kring en öppen eld, i skymningen eller när det har blivit mörkt. Som namnet antyder är man troligtvis på sommarläger eller hajk. Men det är relativt vanligt att även inomhus på kortare övernattningar ha lägerbål, då kanske kring stearinljus eller en eldstad.
Begreppet lägerbål används framförallt inom friluftsliv och lägerverksamhet - till exempel Friluftsfrämjandet, Scouting och konfirmationsläger.

## Innehåll
Vad ett lägerbål innehåller skiftar en hel del beroende på arrangör, sammanhang och ålder hos deltagarna. Några exempel på komponenter är:
- speciell öppningsceremoni. Kan vara en berättelse eller medryckande ramsa.
- sånger och visor, anpassade för åldersgruppen.
- ramsor där publiken delas in i grupper och på lägerbålsledarens kommando sjunger sin bit i en sång.
- sånger utan "text". Istället rytmer och meningslösa ord, eller ord tagna ur sammanhang. Kan vara av formen Call and Response.
- rörelsesånger där deltagarna gör rörelser samtidigt som man sjunger. Olika rörelsesånger har olika grader av rörelse: vissa utföres sittande, andra stående på samma plats, andra kräver att man förflyttar sig också.
- lägerbålsframträdanden. Grupper av deltagare har övat in en sketch eller sång som de framför inför resten som då utgör publik.
- man kan värma något ät- eller drickbart på elden och sedan konsumera det, till exempel bananer med choklad, marshmallows eller chokladdryck.
- som avslutning kan man övergå till stillsammare låtar, kanske en bön.